# Grand-duc du Cap
Bubo capensis
Espèce
Statut de conservation UICN

 LC  : Préoccupation mineure
Statut CITES
Le Grand-duc du Cap  (Bubo capensis) est une espèce de rapace nocturne appartenant à la famille des Strigidae et à la sous-famille des Striginae.

## Distribution
Le Grand-duc du Cap est une espèce que l'on rencontre en : Érythrée et Éthiopie, au sud du Kenya, au Lesotho, au Malawi, au Mozambique, en Namibie, en Afrique du Sud, au Swaziland, en Tanzanie et au Zimbabwe.
La répartition de l'espèce est inégale et irrégulière et les hiboux sont plus régulièrement réparties à travers les pays d'afrique au sud.

## Sous-espèces
D'après la classification de référence (version 14.1, 2024) de l'Union internationale des ornithologues, le Grand-duc du Cap possède 3 sous-espèces (ordre philogénique) :
- Bubo capensis dillonii des Murs & Prévost, 1846 ;
- Bubo capensis mackinderi Sharpe, 1899 ;
- Bubo capensis capensis Smith, A, 1834 .

## Galerie

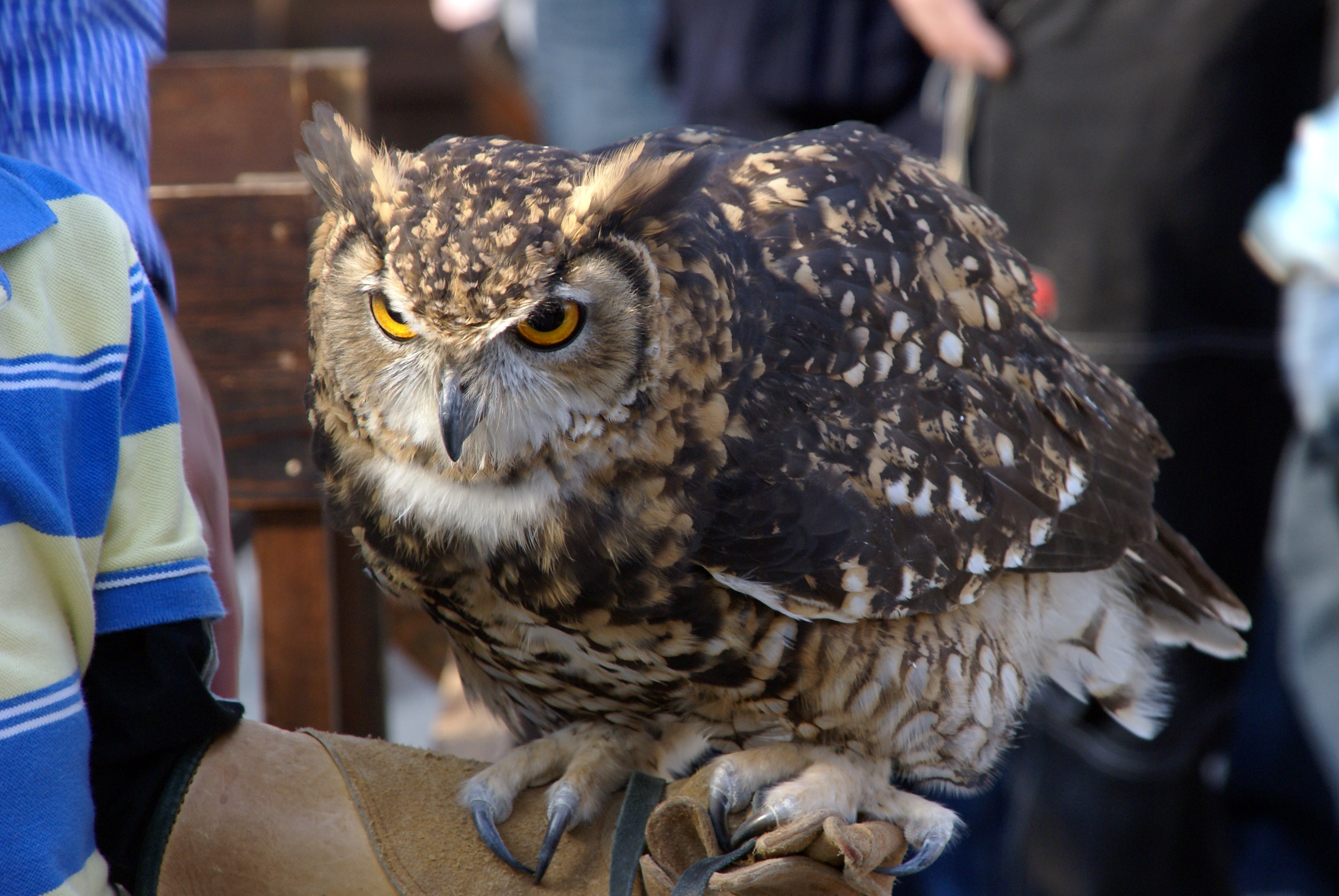
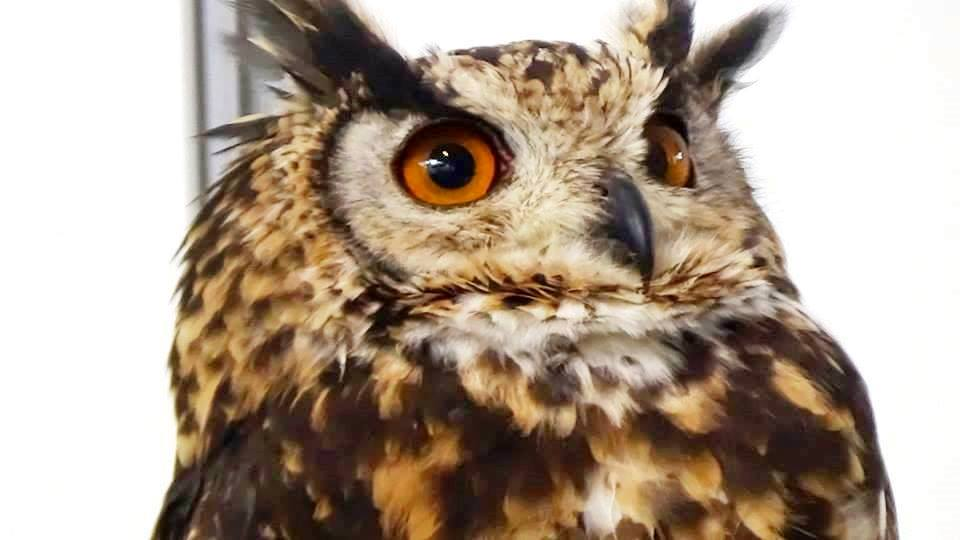
Bubo capensis - (Expo-zoo 2014)